# オーバム
オーバム（英: OVUM）は、英国に本社を置く情報通信技術（ICT）に特化した市場調査会社。世界 11 ヶ所(本社含む) に拠点を持ち、150名のアナリストがテクノロジー、マーケット レンド、ビジネス、そして政策や規制を踏まえた 予測・分析・リサーチを行ない、情報を提供。2022年現在、英国のInforma Publishingに統合され、会社としては既に消滅している。

## 概要
主要なサービスはレポートデータベース "KnowledgeCenter" とコンサルティングサービスの提供であり、テクノロジー（法体系および市場変化）の商業的な影響に関するインダストリーデータ（Industry data）や専門知識を提供している。また、その専門セクターで市場力を決定するために、継続的な研究と産業分析に係わっている。独立性を信条としつつ、通信、IT企業、投資家、IT・ソフトウェアベンダー、ITサービスプロバイダー、コンサルティングファーム、通信事業者、政府機関などの多くにも、調査やレポートデータサービスを提供している。
オーバムは、現在までに多くの顧客企業と、長年に渡る関係を進展させている。主要顧客には、アルカテル・ルーセント、AT&T、ブリティッシュ・テレコム、ケーブル・アンド・ワイヤレス、シスコシステムズ、ドイツテレコム、富士通、ヒューレット・パッカード、IBM、マイクロソフト、テルストラ、ボーダフォン、NTTドコモ、KDDIがある。
通信、放送、コンテンツ、ソフトウェア、コンピュータ技術全般が統合化されている中で、各々の分野に横断的に詳しいという点が大きな強みである。もともと、ヨーロッパの上場ソフト企業のコンサルタント部門が独立した、いくつかの会社の一つであるが、マーケット情報だけでなく法制度、政府関連プロジェクトなどにも明るく、情報通信技術（ICT）関連では世界的に著名である。
調査内容は、レポート、SWOT、トレンド分析、市場規模予測、プレーヤースナップショット、製品評価と成功事例研究などがあり、地方向けには地方の製品、市場の予想がある。加えて、製品と戦略チェックについてのアドバイスを提供する。また、ワークショップ（会議、パートナーと投資家会議の会議でのプレゼン）や広報イベントも行っている。
調査に先立ち、日英の電話会議の実施や、調査方法、方向性、方法論などの確認を行い、顧客の意図とずれないように徹底されている。
ロンドン本社の他に、ボストン（アメリカ）、パリ（フランス）、メルボルン（オーストラリア）、香港（中国）、東京（日本）にも事務所を置いている。
2006年12月に英国データモニター社による買収により事業会社となる。
2011年7月に親会社のインフォーマ（英国）の組織再編により分社化。
2020年にInforma傘下のOMDIAに統合されることにより、OVUMブランドは消滅した。

## 事業分野

### 通信市場分析
- キャリア戦略
- ワイアレスサービス
- 固定・広域帯通信サービス
- 法規制・相互接続
- エンタープライズサービス
- コンシューマ動向
- 通信技術・通信基盤
- 通信部品（コンポーネント）
- 携帯電話事業者サービス
- 卸売り（ホールセール）サービス

### ソフトウェア評価
- アプリケーション・ライフサイクル
- インテグレーション
- ビジネスインテリジェンス
- 顧客関係管理（CRM）
- コンテンツマネージメント
- ワークプレース

### 産業別テクノロジー分析
- 銀行
- 保険
- 金融
- 製薬
- ヘルスケア
- メディア・放送
- テレコム・通信
- ユーティリティ
- 教育
- 政府

### テクノロジー市場分析
- インフォメーション管理
- エンタプライズ・アプリケーション
- ソフトウェア＆ライフサイクル管理
- エンタプライズIT管理
- ITサービス
- クラウド・コンピューティング
- サステナビリティ
- コンシューマ・インパクト

### データベース
- 企業別IT投資予測情報（ハードウェア・ソフトウェア・サービス・通信・コンサルティング・セキュリティ）
- ITサービス契約情報
- CIOサーベイ
- コンシューマ動向

### 国・地域
- ヨーロッパ、中東 ほか
- 北アメリカ
- ラテンアメリカ
- アジア・太平洋地域